# Johann Christoph Gatterer
Johann Christoph Gatterer (13. juli 1727 ved Nürnberg - 5. april 1799 i Göttingen) var en tysk historiker.
Gatterer, der var professor ved Göttingens Universitet siden 1759, var universalhistoriker og anvendte i sine skrifter først den synkronistiske metode.
I 1764 stiftede Gatterer det Historische Institut i Göttingen.

## Biografi

### Universalhistoriske værker
Hans vigtigste universalhistoriske værker er:
- Die Weltgeschichte in ihrem ganzen Umfange (2. bind 1785—87)
- Versuch einer allgemeinen Weltgeschichte bis zur Entdeckung von Amerika (1792)

### Lærebøger
Gatterer indså hjælpevidenskabernes betydning for det historiske studium og udgav flere lærebøger:
- Abriss der Diplomatik (1798)
- Abriss der Genealogie (1788)
- Abriss der Heraldik (2. oplag 1792)
- Kurzer Begriff der Geographie (3. oplag 1793)

alle i sin tid meget benyttede og banebrydende i sin art.

### Andre udgivelser
- Allgemeine historische Bibliotek 1767—71 (16 bind)
- Historische Journal 1772—81 (16 bind).